# Хрисостом Вулцос
Хрисостом (на гръцки: Χρυσόστομος, Хрисостомос) е гръцки духовник, неасмирненски митрополит от 1974 до 1986 година.

## Биография
Роден е в 1927 година в Атина, Гърция със светското име Арис Вулцос (Άρης Βούλτσος). По произход е от драмското село Горенци. Завършва Атинското богословско училище в 1949 година. Ръкоположен е за дякон на 6 декември 1952 година и за свещеник на 10 април 1955 година. Служи като свещеник в Артенската епархия (1955 – 1960), Янинската (1961), Калавритската (1961 – 1962) и Атинската архиепископия (1962 – 1970). Служи като директор на Богословския интернат на Апостолическата диакония на Църквата на Гърция (1965 – 1968). На 22 юни 1970 година в митрополитската църква „Благовещение Богородично“ в Атина е ръкоположен за титулярен додонски епископ, викарен епископ на митрополията на Янина. Ръкополагането е извършено от архиепископ Йероним I Атински и Гръцки в съслужение с митрополитите Георгий Калавритски, Серафим Янински, Варнава Китроски, Николай Халкидски и епископ Василий Еврипски. На 22 май 1974 година е избран за първи митрополит на новооснованата митрополия на Неа Смирна.
Умира на 17 септември 1986 година по време на сърдечна операция в Лондон.